# Gotham Independent Film Awards
 (mars 2025).
Si vous disposez d'ouvrages ou d'articles de référence ou si vous connaissez des sites web de qualité traitant du thème abordé ici, merci de compléter l'article en donnant les références utiles à sa vérifiabilité et en les liant à la section « Notes et références ».
Les Gotham Independent Film Awards, aussi appelés simplement Gotham Awards, sont des récompenses de cinéma américaines décernées aux films indépendants par l'organisation Independent Feature Project.
Ils sont remis au cours d'une cérémonie annuelle depuis 1991 à New York (surnommée « Gotham » par l'écrivain Washington Irving). L’objectif est également de promouvoir le cinéma indépendant à un plus large public.

## Catégories de récompense
- Meilleur film
- Meilleure révélation de l'année (réalisateur)
- Meilleure révélation de l'année (acteur/actrice)
- Meilleure distribution
- Meilleur film documentaire
- Meilleur film qui ne passe pas dans un cinéma près de chez vous
- Tribute Award
- Audience Award